# Прва лига Југославије у кошарци 1989/90.
Прва лига Југославије у кошарци 1989/90. је било 46. првенство СФРЈ у кошарци. Титулу је освојила Југопластика.

## Учесници првенства

### Табела
|     | Тим                    | Игр. | Поб. | Нер. | Изг. | П+   | П-   | П+/- | Бод |
| --- | ---------------------- | ---- | ---- | ---- | ---- | ---- | ---- | ---- | --- |
| 1.  | Југопластика Сплит     | 22   | 19   | 0    | 3    | 2118 | 1744 | 374  | 41  |
| 2.  | Црвена звезда Београд  | 22   | 17   | 0    | 5    | 2026 | 1961 | 65   | 39  |
| 3.  | Задар                  | 22   | 13   | 0    | 9    | 1999 | 1873 | 126  | 35  |
| 4.  | Цибона Загреб          | 22   | 13   | 0    | 9    | 2014 | 1968 | 46   | 35  |
| 5.  | Војводина Нови Сад     | 22   | 12   | 0    | 10   | 1861 | 1851 | 10   | 34  |
| 6.  | Босна Сарајево         | 22   | 12   | 0    | 10   | 1922 | 1888 | 34   | 34  |
| 7.  | Смелт Олимпија Љубљана | 22   | 10   | 0    | 12   | 1950 | 1929 | 21   | 33  |
| 8.  | Партизан Београд       | 22   | 9    | 0    | 13   | 1882 | 1968 | -86  | 31  |
| 9.  | Нови Загреб            | 22   | 8    | 0    | 14   | 1737 | 1818 | -81  | 30  |
| 10. | ИМТ Београд            | 22   | 7    | 0    | 15   | 1814 | 1975 | -161 | 29  |
| 11. | Слобода Дита Тузла     | 22   | 7    | 0    | 15   | 1806 | 1990 | -184 | 29  |
| 12. | Зорка Шабац            | 22   | 5    | 0    | 17   | 1844 | 2008 | -164 | 27  |

Легенда:

### Плеј-оф
1. Југопластика - Црвена звезда 	98:70
2. Црвена звезда - Југопластика 	69:67
3. Црвена звезда - Југопластика 	63:93
4. Југопластика - Црвена звезда 	113:91

## Састави екипа
| Екипа         | Играчи | Тренер            |
| ------------- | --- | ----------------- |
| Југопластика  | Зоран Сретеновић, Велимир Перасовић, Лука Павићевић, Тони Кукоч, Жељко Пољак, Жан Табак, Душко Ивановић, Дино Рађа, Петар Наумоски, Зоран Савић, Арамис Наглић, Горан Собин, Јосип Ловрић                                              | Божидар Маљковић  |
| Црвена звезда | Слободан Јанковић, Слободан Николић, Зоран Радовић, Зоран Јовановић, Срђан Дабић, Млађан Шилобад, Растко Цветковић, Иво Петовић, Мирко Павловић, Часлав Трифуновић                                                                     | Зоран Славнић     |
| Задар         | Дамир Пахлић, Петар Поповић, Аријан Комазец, Предраг Шарић, Стипе Шарлија, Драженко Блажевић, Свен Ушић, Ивица Обад, Александар Трифуновић, Младен Билаџић                                                                             |                   |
| Цибона        | Небојша Букумировић, Данко Цвјетичанин, Зоран Чутура, Иван Сунара, Мирко Милићевић, Фрањо Араповић, Небојша Разић, Владимир Ризман, Дражен Анзуловић, Аднан Бечић, Давор Пејчиновић                                                    | Драган Шакота     |
| Војводина     | Сабахудин Билаловић, Ивица Мавренски, Никола Лазић, Драгиша Шарић, Миодраг Марић, Никола Антић, Драган Тарлаћ, Ненад Грмуша | Душан Ивковић     |
| Босна         | Здравко Радуловић, Самир Авдић, Мирољуб Митровић, Џевад Алихоџић, Сејо Буква, Самир Мујановић, Ненад Марковић, Марио Приморац, Гордан Фирић                                                                                            | Миодраг Балетић   |
| Олимпија      | Петер Вилфан, Јуре Здовц, Душан Хауптман, Славко Котник, Радисав Ћурчић, Јака Данеу, Жарко Ђуришић, Примож Бачар, Драган Томовић, Алојзиј Шишко                                                                                        | Змаго Сагадин     |
| Партизан      | Иво Накић, Марко Ивановић, Саша Радуновић, Владимир Андроић, Предраг Даниловић, Мирослав Пецарски, Оливер Поповић, Жељко Обрадовић, Никола Лончар, Миладин Мутавџић, Дејан Парежанин, Борис Орцев, Дејан Лакићевић, Предраг Прлинчевић | Борислав Ћорковић |
| Нови Загреб   | Владан Алановић |                   |
| ИМТ           | Славиша Копривица, Владимир Драгутиновић |                   |